# Zabójczy podstęp
Zabójczy podstęp – amerykański telewizyjny dramat kryminalny z 1998 roku.

## Opis fabuły
Risa Gallagher została oskarżona o zamordowanie męża. Mimo pomocy zaprzyjaźnionego prawnika zostaje skazana na wiele lat więzienia. Ucieka z transportu, by odnaleźć mordercę i pomysłodawcę spisku.

## Obsada
- Kate Jackson – Kit Gallagher
- Joanna Pacuła – Risa Gallagher
- Joan Collins – Arianna, matka Risy
- Jack Scalia – Brett Newcomb, adwokat Risy
- Rob Stewart – detektyw Molloy
- Lisa Schrage – Eva Newcomb
- Tanja Reichert – Anita Gallagher
- Sharon Scott – Devon Peterson
- Benz Antoine – strażnik
- Terry Barclay – Bosco
- Anne Marie DeLuise – prezenterka wiadomości TV
- Madeline Elder – Jury Foreman
- David Fredericks - kapitan Crane
- Michael Gelbart - Gelby, lokaj kaptana
- Tom Heaton - Billy Bob
- Maria Herrera - Deenah
- Balinder Johal - sprzątaczka
- Peter LaCroix - Fin Gallagher
- Tong Lung - biegły medycyny sądowej
- Randi Lynne - Jewel
- Doug Norman - sędzia Sagan
- Rebecca Nygard - Nathalie
- Charles Andrew Payne - kierownik banku Nassau
- Jim Poyner - kierownik banku S.F.
- Patrick Stevenson - policjant
- Jarrod Thalheimer - policjant
- John Treleaven - koroner